# Список найстаріших котів у світі
Список найстаріших кішок - це список найстаріших кішок у світі. Старіння кішок залежить від породи, розміру та раціону. Зазвичай кіт або кішка живуть 16-20 років, середня тривалість їх життя становить 13 років.
У цьому списку представлені лише 4 кішки, які були підтверджені хоча б якимось агентством, наприклад: Книгою рекордів Гіннеса.
- Нині живі: 1
- Померли: 3

| № | Ім'я           | Стать | Дата народження | Дата смерті   | Досягнутий вік    | Країна          |
| - | -------------- | ----- | --------------- | ------------- | ----------------- | --------------- |
| 1 | Крім Пафф      | Ж     | 3 серпня 1967   | 6 серпня 2005 | 38 років, 3 дня   | США             |
| 2 | Рекс Ален      | М     | 1 лютого 1964   | 1 квітня 1998 | 34 роки, 59 днів  | США             |
| 3 | Скутер (кіт)   | М     | 26 березня 1986 | 8 квітня 2016 | 30 років, 13 днів | США             |
| 4 | Флоссі (кішка) | Ж     | 29 грудня 1995  | Жива          | 29 років, 60 днів | Велика Британія |